# کورتیس شیرز
کورتیس شیرز (انگلیسی: Curtis Shears; ۴ ژوئیهٔ ۱۹۰۱ – ۳۰ ژوئیهٔ ۱۹۸۸) ورزشکار شمشیربازی اهل ایالات متحده آمریکا بود.
وی در مسابقات کشوری و بین‌المللی در مجموع برندهٔ ۱ مدال برنز شده‌است.